# 石見舞菜香のらじおてくてく
『石見舞菜香のらじおてくてく』（いわみまなかのらじおてくてく）は、2023年9月19日より音泉で配信されているラジオ番組。番組愛称は「まなてく」。

## 概要
パーソナリティである声優の石見舞菜香とリスナーがラジオを通して歩幅を合わせて「おさんぽする」という趣旨のもと2023年9月19日に開始。

## コーナー
てくてくだより
リスナーからの質問、感想を紹介するコーナー。
イット ワンス ミー
「一度だけならやってもいい」と思ったリスナーからのリクエストに応えるコーナー。
まなかの真ん中
テーマ毎に心の真ん中には何があるのかをトークするコーナー。
なんでもリーディングシアター
リスナーからの朗読リクエストに応えるコーナー。
どうです！石見さん！
リスナーからの番組内でやってほしいことを募集・紹介するコーナー。

## ゲスト
- 第9回（2024年1月9日配信）
  - 茅野愛衣[2]

## イベント
- 2024年3月2日、科学技術館サイエンスホール[3]
  - イベント名 - 「石見舞菜香のらじおてくてく」イベント・ていくぽん！
  - ゲスト - 羊宮妃那（1部）、鈴木みのり（2部）